# Erucius moultoni
Erucius moultoni is een rechtvleugelig insect uit de familie Chorotypidae. De wetenschappelijke naam van deze soort is voor het eerst geldig gepubliceerd in 1930 door Bolívar.